# Meta Quest
Meta Quest (до 2022 — Oculus Quest) — лінійка шоломів віртуальної реальності з можливостями доповненої реальності, розроблена Reality Labs, підрозділом Meta Platforms. Перше покоління Oculus Quest було розроблено компанією Oculus (тоді це був бренд Facebook, тепер підрозділ Meta Platform, відомий як Reality Labs) і випущено 21 травня 2019 року. Відтоді Facebook (тепер Meta Platforms) випускає нові моделі Quest та оновлення Quest OS (тепер Horizon OS). Станом на лютий 2023 року було продано понад 50 мільйонів гарнітур Quest.

## Опис
Подібно до свого попередника, Oculus Go, лінійка Quest є автономним пристроєм, який може запускати ігри та програмне забезпечення бездротовим способом під управлінням операційної системи Quest на базі Android. Вона підтримує позиційне відстеження з шістьма ступенями свободи, використовуючи внутрішні датчики та масив камер на передній панелі гарнітури, а не зовнішні датчики, а також підтримує відстеження рухів рук. Лінійка також підтримує «Oculus Link», функцію, яка дозволяє підключати Quest до комп'ютера через USB, що дає змогу використовувати програмне забезпечення та ігри, сумісні з Oculus Rift. Це був перший пристрій від Meta, який підтримує доповнену реальність за допомогою функції «Passthrough», яка показує зображення з камер, коли користувач залишає визначену зону, відому як «Guardian». Починаючи з Meta Quest 3, моделі Quest підтримують функцію кольорового пропускання.
Серія Quest є найбільшою платформою гарнітур для віртуальної та доповненої реальності у світі станом на 2024 рік. Однак інші компанії, такі як Viva та Playstation, випустили дорожчі моделі VR.

## Моделі
| Модель         | Дата випуску   | Версія операційної системи | Дата зняття з виробництва | Дата припинення підтримки |
| -------------- | -------------- | -------------------------- | ------------------------- | ------------------------- |
| Oculus Quest   | 21 травня 2019 | v7                         | Вересень 2020             | 31 серпня 2024            |
| Quest 2        | 13 жовтня 2020 | v23                        | Вересень 2024             |                           |
| Meta Quest Pro | 25 жовтня 2022 | v46                        | Вересень 2024             |                           |
| Meta Quest 3   | 10 жовтня 2023 | v59-наш час                |                           |                           |
| Meta Quest 3S  | 15 жовтня 2024 | v71-наш час                |                           |                           |